# 코리아참라이스생산공동체
코리아참라이스생산공동체는 코리아참라이스생산공동체 협력강화사업, 농촌복지를 위한 지역특성화 지원사업 등을 통한 농촌복지 향상 및 농업 선진화를 목적으로 2009년 4월 17일 설립된 대한민국 농림수산식품부 소관의 사단법인이다. 사무실은 충청북도 청주시 북이면 옥수리 505에 있다.